# Lago Claire
El lago Claire (del inglés: Claire Lake) es un lago de Canadá localizado en la provincia de Alberta, el mayor de los lagos situados enteramente en esta provincia (el lago Athabasca, ubicada en la frontera con Saskatchewan, es más grande). Se encuentra en su totalidad dentro del área protegida del Parque nacional Wood Buffalo, al oeste del lago Athabasca. Se encuentra entre las desembocaduras del río Peace y del río Athabasca, y es parte del sistema del delta Peace-Athabasca. 
El lago tiene una superficie total de 1.436 km², con 21 km² de islas, y se encuentra a una altura de 213 m. El lago es alimentado por los ríos Birch y McIvor, y el sistema también drena los lagos Baril y Lago Mamawi. Las aguas se vierten en el río Paz, encontrando su camino hacia el océano Ártico a través del río del Esclavo, Gran Lago del Esclavo y río Mackenzie.